# Вашка (Соп'є)
Вашка (хорв. Vaška) — населений пункт у Хорватії, у Вировитицько-Подравській жупанії у складі громади Соп'є.

## Населення
Населення за даними перепису 2011 року становило 315 осіб.
Динаміка чисельності населення поселення:

## Клімат
Середня річна температура становить 11,41 °C, середня максимальна – 26,07 °C, а середня мінімальна – -5,72 °C. Середня річна кількість опадів – 728 мм.
| Клімат поселення                              | Клімат поселення | Клімат поселення | Клімат поселення | Клімат поселення | Клімат поселення | Клімат поселення | Клімат поселення | Клімат поселення | Клімат поселення | Клімат поселення | Клімат поселення | Клімат поселення | Клімат поселення |
| Показник                                      | Січ.             | Лют.             | Бер.             | Квіт.            | Трав.            | Черв.            | Лип.             | Серп.            | Вер.             | Жовт.            | Лист.            | Груд.            |                  |
| Середній максимум, °C                         | 5,96             | 8,11             | 12,78            | 17,28            | 22,72            | 26,07            | 25,46            | 24,91            | 20,40            | 15,21            | 9,50             | 5,14             |                  |
| Середня температура, °C                       | 0,14             | 2,30             | 6,93             | 11,46            | 16,89            | 20,23            | 21,83            | 21,30            | 16,80            | 11,60            | 5,90             | 1,50             |                  |
| Середній мінімум, °C                          | −5,72            | −3,56            | 1,10             | 5,64             | 11,04            | 14,40            | 18,22            | 17,67            | 13,20            | 8,00             | 2,29             | −2,1             |                  |
| Норма опадів, мм                              | 43               | 38               | 44               | 57               | 70               | 88               | 68               | 72               | 60               | 63               | 71               | 54               |                  |
| Середньомісячна швидкість вітру, м/с          | 2.20             | 2.50             | 2.80             | 2.70             | 2.40             | 2.20             | 2.14             | 1.93             | 2.00             | 2.00             | 2.20             | 2.30             |                  |
| Середньомісячна сонячна радіація, кДж/м²·день | 4111             | 6886             | 10745            | 15260            | 19364            | 21460            | 22245            | 19754            | 14656            | 8953             | 4609             | 3412             |                  |
| --------------------------------------------- | ---------------- | ---------------- | ---------------- | ---------------- | ---------------- | ---------------- | ---------------- | ---------------- | ---------------- | ---------------- | ---------------- | ---------------- | ---------------- |
| Джерело:                                      |                  |                  |                  |                  |                  |                  |                  |                  |                  |                  |                  |                  |                  |